# Vidovec Krapinski
Vidovec Krapinski is een plaats in de gemeente Krapina in de Kroatische provincie Krapina-Zagorje. De plaats telt 219 inwoners (2001).